# Milaan-San Remo 2011
De 102e editie van Milaan-San Remo werd op zaterdag 19 maart 2011 verreden. Deze editie van de Italiaanse wielerwedstrijd maakte deel uit van de UCI World Tour 2011.

## Deelnemende ploegen
Er namen 25 teams deel aan deze editie. Elk team startte met 8 renners, wat het maximumaantal deelnemers op 200 bracht.
| 18 UCI World Tour-ploegen | 18 UCI World Tour-ploegen | 18 UCI World Tour-ploegen | 7 wildcards                 |
| ------------------------- | ------------------------- | ------------------------- | --------------------------- |
| AG2R-La Mondiale          | Team Katjoesja            | Quick Step                | Cofidis, le crédit en ligne |
| Pro Team Astana           | Lampre-ISD                | Rabobank                  | Française des Jeux          |
| BMC Racing Team           | Team Leopard-Trek         | Team RadioShack           | Farnese Vini-Neri Sottoli   |
| Euskaltel-Euskadi         | Liquigas-Cannondale       | Saxo Bank-Sungard         | Colnago-CSF Inox            |
| Team Garmin-Cervélo       | Team Movistar             | Sky ProCycling            | Geox-TMC                    |
| Team HTC-High Road        | Omega Pharma-Lotto        | Vacansoleil-DCM           | Acqua & Sapone              |
|                           |                           |                           | Androni Giocattoli          |

## Wedstrijdverloop
198 renners gingen van start in Milaan, na het houden van een minuut stilte voor de slachtoffers van de aardbeving en tsunami bij Sendai in Japan die een week eerder plaatsvond. Daarbij stond de Japanse wielrenner Takashi Miyazawa centraal, met een Japanse vlag op het stuur.
Reeds op 75 kilometer van de aankomst werd een grote schifting doorgevoerd toen een aantal favorieten als Thor Hushovd, Óscar Freire (val), Mark Cavendish en Tyler Farrar in de afdaling van Le Manie in een tweede groep terechtkwamen. Die kon de kloof met de kopgroep van 44 renners niet meer dichten. Enkel Michele Scarponi slaagde erin de sprong te maken.
Bij de beklimming van de Cipressa volgde de ene na de andere ontsnapping, onder andere met Yoann Offredo en Yaroslav Popovych. In de afzink van de Cipressa liepen vier renners uit: Steve Chainel, Offredo, Stuart O'Grady en Greg Van Avermaet.
Van Avermaet waagde zijn kans en op de Poggio trok hij er alleen op uit. Een tijdje zag het ernaar uit dat hij het zou halen, maar onder impuls van onder meer Fabian Cancellara, Vincenzo Nibali en Philippe Gilbert kwam een groepje van acht terug. Philippe Gilbert trachtte nog sprinter Matthew Goss te ontlopen, maar deze was uiteindelijk de snelste, voor Cancellara en Gilbert.

## Uitslag
| Milaan–San Remo 2011 |                        |                     |          |
| Plaats               | Naam                   | Ploeg               | Tijd     |
| Winnaar              | Matthew Goss           | Team HTC-High Road  | 6u51'10" |
| 2                    | Fabian Cancellara      | Team Leopard-Trek   | z.t.     |
| 3                    | Philippe Gilbert       | Omega Pharma-Lotto  | z.t.     |
| 4                    | Alessandro Ballan      | BMC Racing Team     | z.t.     |
| 5                    | Filippo Pozzato        | Team Katjoesja      | z.t.     |
| 6                    | Michele Scarponi       | Lampre-ISD          | z.t.     |
| 7                    | Yoann Offredo          | Française des Jeux  | z.t.     |
| 8                    | Vincenzo Nibali        | Liquigas-Cannondale | + 3"     |
| 9                    | Greg Van Avermaet      | BMC Racing Team     | + 10"    |
| 10                   | Stuart O'Grady         | Team Leopard-Trek   | + 12"    |
| 11                   | Francisco Ventoso      | Team Movistar       | + 27"    |
| 12                   | Alessandro Petacchi    | Lampre-ISD          | z.t.     |
| 13                   | Daniele Bennati        | Team Leopard-Trek   | z.t.     |
| 14                   | Jose Joaquin Rojas Gil | Team Movistar       | z.t.     |
| 15                   | Marco Marcato          | Vacansoleil-DCM     | z.t.     |
| 16                   | Dominique Rollin       | Française des Jeux  | z.t.     |
| 17                   | Peter Sagan            | Liquigas-Cannondale | z.t.     |
| 18                   | Heinrich Haussler      | Garmin-Cervélo      | z.t.     |
| 19                   | Alessandro Bertolini   | Androni Giocattoli  | z.t.     |
| 20                   | Sylvain Chavanel       | Quick Step          | z.t.     |
|                      |                        |                     |          |
| 38                   | Niki Terpstra          | Quick Step          | + 5' 23" |